# Jean-Claude Malgoire
Jean-Claude Malgoire (ur. 25 listopada 1940 w Awinionie, zm. 14 kwietnia 2018 w Paryżu) – francuski dyrygent i oboista.

## Życiorys
W latach 1957–1960 studiował w Konserwatorium Paryskim, gdzie jego nauczycielami byli Pierre Bajeux, Roland Lamorlette i Étienne Baudo. Studia ukończył z I nagrodą w klasie oboju i muzyki kameralnej. W 1967 roku dołączył do Orchestre de Paris, gdzie grał na rożku angielskim. W 1968 roku zdobył I nagrodę na Międzynarodowym Konkursie Muzycznym w Genewie. Założył zespoły La Grande Écurie et la Chambre du Roy (1966) i Florilegium Musicum de Paris (1970), specjalizujące się w wykonawstwie muzyki dawnej. Od 1981 roku był dyrektorem Atelier Lyrique w Tourcoing. Odznaczony Orderem Sztuki i Literatury w stopniu oficera (2005).
Specjalizował się w wykonawstwie muzyki barokowej z wykorzystaniem autentycznych instrumentów z epoki, przywrócił na sceny dzieła Jeana-Baptiste’a Lully’ego i Jeana-Philippe’a Rameau. Wykonywał też muzykę współczesną, poprowadził prawykonanie opery Philippe’a Hersanta Les visites espacées (1982).